# Glypta humilis
Glypta humilis là một loài tò vò trong họ Ichneumonidae.